# Орёл (Одесская область)
Орёл (укр. Орел) — село, относится к Великомихайловскому району Одесской области Украины.
Население по переписи 2001 года составляло 142 человека. Почтовый индекс — 67141. Телефонный код — 8-04859. Занимает площадь 0,37 км². Код КОАТУУ — 5121685805.

## Местный совет
67141, Одесская обл., Великомихайловский р-н, с. Тростянец, ул. Ленина, 4